# Blackout (album, Britney Spears)
Blackout je páté studiové album americké zpěvačky Britney Spears. Album vyšlo 29. října v Evropě a 30. října 2007 v USA. Je to její první studiové album obsahující nový materiál od vydání alba In the Zone v roce 2003.

## Historie alba
Spears začala psát písně pro album v listopadu 2003 a začala experimentovat s akustickějším zvukem. Po svatbě s Kevinem Federlinem v roce 2004 a narození jejího prvního syna začala v roce 2006 nahrávat album s producenty jako JR Rotem, Danja a Kara DioGuardi. V roce 2006 pokračovala v nahrávání s producenty jako The Clutch a Bloodshy & Avant.
Nahrávání probíhalo v různých studiích po celé zemi, včetně Spearsova domu v Los Angeles. Někteří z producentů se svěřili s tím, že je zaujala její pracovní morálka a profesionalita, navzdory všem jejím problémům v osobním životě. Spears chtěla udělat zábavné, taneční album s uptempo a vysokoenergetickou hudbou. Blackout je především elektropopové a taneční album, které obsahuje prvky několika hudebních žánrů, jako je funk, euro disco a dubstep. Témata alba jsou hlavně tanec, láska, sex a nebo také sláva.  Fotky, včetně té, která je na obalu alba, nafotila Ellen von Unwerth. Fotky uvnitř alba, na kterých jsou Spears a kněz v sugestivních pózách ve zpovědnici, byly odsouzeny katolickou ligou.
Blackout měl být vydán 13. listopadu 2007, i když bylo přesunuto na 30. října, kvůli neoprávněným únikům, které obsahovaly úryvky skladeb z právě nově připravovaného alba. Zomba Label Group zažalovala Pereze Hiltona za zveřejnění nejméně deseti úniků informací na svém blogu s drby; strany dosáhly urovnání v červnu 2009. Blackout získal většinou pozitivní recenze od hudebních kritiků. Většina ho značila za její nejprogresivnější a nejkonzistentnější album, ale jiní tvrdili, že jeho kvalita by měla být připisována spíše producentům než samotné Spears, a také kritizovali její vokály za přílišné zpracování. Blackout měl debutovat na vrcholu žebříčku Billboard 200, ale debutoval na druhém místě kvůli změně pravidel na poslední chvíli. Album se umístilo na prvním místě v evropském žebříčku, kanadském a irském žebříčku alb, přičemž vrcholilo v první desítce v dalších třinácti zemích. Do konce roku 2008 se celosvětově alba prodalo přes 3.1 milionu kopií.
Blackout se objevil ve čtenářských anketách Billboard a Rolling Stone, zatímco The Times jej označily za páté nejlepší popové album desetiletí. V roce 2010 Rob Sheffield z Rolling Stone nazval Blackout jako "nejvlivnější album za posledních pět let."

## Singly
Píseň „Gimme More“ se stala prvním singlem. Britney Spears s touhle písničkou vystoupila 9. září na MTV Video Music Awards 2007 a zahájila tak celou show. Vystoupení bylo veřejností nemilosrdně kritizováno. Spears zpívala na playback, do kterého se nestrefovala a téměř netančila.
Samotná písnička měla obrovský úspěch. V USA je to její 2. nejúspěšnější písnička, v Kanadě se dostala na špici hitparády a zůstala tam 2 týdny. V mnoha Evropských zemích se dostala do Top 5 a v Austrálii na 3. místo.
Dalším, v pořadí druhým, singlem se stala písnička „Piece of Me“, která je recenzemi hodnocena jako jedna z nejlepších songů na albu Blackout. Klip, který se k singlu „Piece of Me“ natáčel stál více než 500 000 amerických dolarů a premiéra je stanovena na prosinec 2007.

## Seznam písní
| Pořadí | Název                    | Hudba                                            | Text                                                                        | Délka |
| ------ | ------------------------ | ------------------------------------------------ | --------------------------------------------------------------------------- | ----- |
| 1.     | Gimme More               | Danja                                            | Nate Hills, Keri Hilson, Marcella Araica, James Washington                  | 4:11  |
| 2.     | Piece of Me              | Bloodshy & Avant                                 | Pontus Winnberg, Klas Åhlund, Christina Karlsson                            | 3:32  |
| 3.     | Radar                    | Bloodshy & Avant, The Cluth                      | Winnberg, Kalsson, Henrik Jonback, Ezekiel Lewis, Patrick Smith, The Clutch | 3:49  |
| 4.     | Break the Ice            | Danja                                            | Hills, Hilson, Araica, Washington                                           | 3:16  |
| 5.     | Heaven on Earth          | Freescha, Kara DioGuardi                         | Michael McGroarty, Nick Hunington, Nicole Morier                            | 4:53  |
| 6.     | Get Naked (I Got a Plan) | Danja                                            | Corte Ellis, Hills, Araica,                                                 | 4:45  |
| 7.     | Freakshow                | Bloodshy & Avant, The Clutch                     | Karlsson, Jonback, Winnberg, Lewis, Smith, Spears                           | 2:55  |
| 8.     | Toy Soldier              | Wallbert, Sean Garrett Bloodshy & Avant, Garrett | Karlsson, Winnberg, Magnus Wallbert, Sean Garrett                           | 3:22  |
| 9.     | Hot as Ice               | Danja                                            | T-Pain, Hills, Araica                                                       | 3:17  |
| 10.    | Ooh Ooh Baby             | Fredwreck, DioGuardi                             | DioGuardi, Fredwreck Nasser, Eric Coomes, Spears                            | 3:28  |
| 11.    | Perfect Lover            | Danja                                            | Hills, Washington, Hilson, Araica                                           | 3:03  |
| 12.    | Why Should I Be Sad      | The Neptunes                                     | Pharrell Williams                                                           | 3:10  |

### Bonusy
| Pořadí | Název            | Hudba       | Text                                                      | Délka |
| ------ | ---------------- | ----------- | --------------------------------------------------------- | ----- |
| 13.    | Outta This World | Danja       | Hills, Washington, Hilson, Araica                         | 3:44  |
| 14.    | Everybody        | J. R. Rotem | Britney Spears, Jonathan Rotem, Evan Bogart, Annie Lennox | 3:17  |
| 15.    | Get Back         | Danja       | Araica, Ellis, Hills, Nigel Talley                        | 3:49  |